# Leucopogon breviflorus
Leucopogon breviflorus är en ljungväxtart som beskrevs av Ferdinand von Mueller. Leucopogon breviflorus ingår i släktet Leucopogon och familjen ljungväxter. Inga underarter finns listade i Catalogue of Life.